# Valentín Mogilni
Valentín Mogilni (Kokhanivka, Ucrania, 18 de diciembre de 1965 - Francia, 22 de noviembre de 2015) fue un gimnasta artístico ucraniano que, representado a la Unión Soviética, consiguió ser tres veces campeón del mundo en 1985 y dos veces en 1989.

## Carrera deportiva
En el Mundial de Montreal 1985 gana tres medallas de oro: en caballo con arcos, barras paralelas y concurso por equipo, donde la Unión Soviética queda por delante de China y Alemania del Este, y sus compañeros de equipo fueron: Vladimir Artemov, Yuri Korolev, Ihor Korobchynskyi, Yury Balabanov, Aleksei Tikhonkikh y Aleksandr Tumilovich.
En el Mundial de Stuttgart 1989 gana la plata en la general individual —tras su compatriota Igor Korobchinsky—, oro en caballo con arcos, y oro por equipos, por delante de Alemania del Este (plata) y China (bronce).